# Kostnické náměstí
Kostnické náměstí je jedno z menších náměstí v Praze 3 na Žižkově. Od svého vzniku bylo koncipováno jako parkové náměstí. Jeho název připomíná místo, kde se v letech 1414 až 1418 odehrával Kostnický koncil a kde byl 6. července 1415 upálen mistr Jan Hus.

## Popis a historie

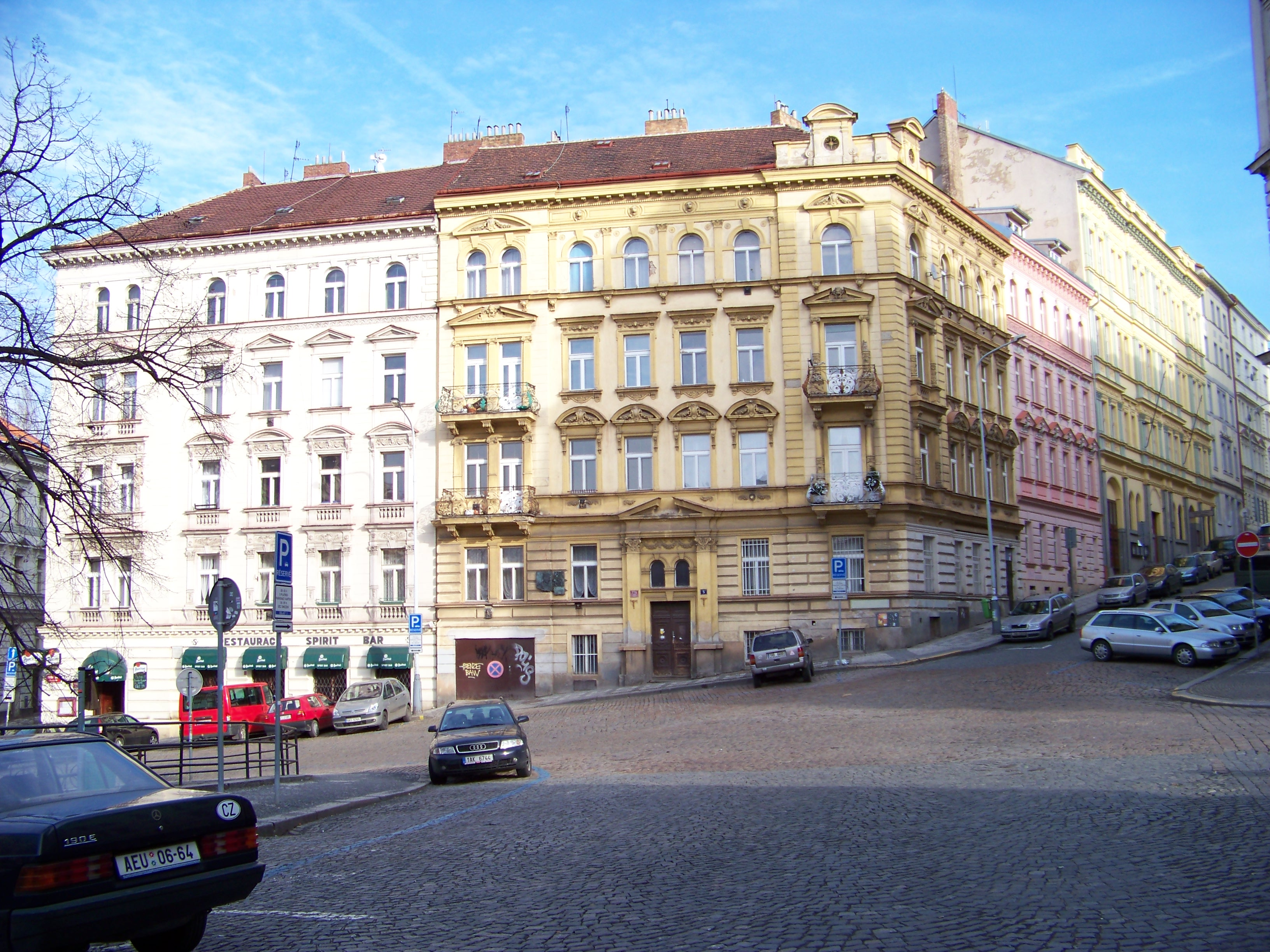
Kostnického náměstí s navazující Štítného ulicí

Náměstí vzniklo v roce 1889 a jeho název se od té doby nezměnil. Díky svažitému žižkovskému terénu, který se tu projevuje zvlášť výrazně, má náměstí o rozměrech asi 80 × 40 m vlastně dvě výškové úrovně: níže položený parčík podél delší strany na severu je od vozovky na jižní straně oddělen masivní žulovou opěrnou zdí. Za tramvajovou měnírnou na západní straně náměstí, postavenou a posléze rozšířenou v průběhu 20. století, je nerovnost řešena schodištěm.
Z Kostnického náměstí hvězdicovitě vychází celkem 6 žižkovských ulic: na sever Jeronýmova a dále ve směru hodinových ručiček Dalimilova, Štítného, Blahníkova, Husinecká a Orebitská.
Kolem náměstí stojí činžovní domy. V jednom z nich na západní straně (čp. 776) žil a zemřel grafik a malíř Vladimír Boudník, který tu má pamětní desku.
Nedaleko od Kostnického náměstí je ve Štítného ulici Žižkovské divadlo Járy Cimrmana.
V letech 2018 a 2019 prošlo náměstí revitalizací, která zachovala jak vzrostlé stromy v parčíku, tak i částečně původní litinové zábradlí kolem něj a u schodů za měnírnou. Do parčíku byla podél opěrné zdi umístěna novostavba kavárny.